# 6 Ore di Monza 2021
La 6 Ore di Monza 2021 è stato un evento di corsa di auto sportive di durata che si è tenuto il 18 luglio 2021 preso l'Autodromo nazionale di Monza. È stata la prima edizione valida per il Campionato del mondo endurance e il terzo round della stagione 2021.

Autodromo nazionale di Monza

## Elenco iscritti
Di seguito l'elenco dei partecipanti:
| No. | Squadra             | Auto                | Pneumatici | Pilota 1         | Pilota 2           | Pilota 3           |
| --- | ------------------- | ------------------- | ---------- | ---------------- | ------------------ | ------------------ |
| 7   | Toyota Gazoo Racing | Toyota GR010 Hybrid | M          | Mike Conway      | Kamui Kobayashi    | José María López   |
| 8   | Toyota Gazoo Racing | Toyota GR010 Hybrid | M          | Sébastien Buemi  | Brendon Hartley    | Kazuki Nakajima    |
| 36  | Alpine Elf Matmut   | Alpine A480         | M          | Nicolas Lapierre | André Negrão       | Matthieu Vaxivière |
| 708 | Glickenhaus Racing  | Glickenhaus 007 LMH | M          | Olivier Pla      | Luis Felipe Derani | Gustavo Menezes    |
| 709 | Glickenhaus Racing  | Glickenhaus 007 LMH | M          | Ryan Briscoe     | Romain Dumas       | Franck Mailleux    |

| No. | Squadra                   | Auto            | Pneumatici | Pilota 1               | Pilota 2           | Pilota 3             |
| --- | ------------------------- | --------------- | ---------- | ---------------------- | ------------------ | -------------------- |
| 1   | Richard Mille Racing Team | Oreca 07-Gibson | G          | Sophia Flörsch         | Tatiana Calderón   |                      |
| 20  | High Class Racing         | Oreca 07-Gibson | G          | Dennis Andersen        | Anders Fjordbach   | Jan Magnussen        |
| 21  | DragonSpeed USA           | Oreca 07-Gibson | G          | Juan Pablo Montoya     | Henrik Hedman      | Ben Hanley           |
| 22  | United Autosports         | Oreca 07-Gibson | G          | Filipe Albuquerque     | Philip Hanson      | Fabio Scherer        |
| 28  | Jota Sport                | Oreca 07-Gibson | G          | Tom Blomqvist          | Sean Gelael        | Stoffel Vandoorne    |
| 31  | Team WRT                  | Oreca 07-Gibson | G          | Robin Frijns           | Ferdinand Habsburg | Charles Milesi       |
| 34  | Inter Europol Competition | Oreca 07-Gibson | G          | Alex Brundle           | Jakub Śmiechowski  | Renger van der Zande |
| 38  | Jota Sport                | Oreca 07-Gibson | G          | António Félix da Costa | Roberto González   | Anthony Davidson     |
| 44  | ARC Bratislava            | Oreca 07-Gibson | G          | Miroslav Konôpka       | Oliver Webb        | Matej Konôpka        |
| 70  | Realteam Racing           | Oreca 07-Gibson | G          | Esteban Garcia         | Norman Nato        | Loïc Duval           |

| No. | Squadra         | Auto                | Pneumatici | Pilota 1            | Pilota 2              |
| --- | --------------- | ------------------- | ---------- | ------------------- | --------------------- |
| 51  | AF Corse        | Ferrari 488 GTE Evo | M          | James Calado        | Alessandro Pier Guidi |
| 52  | AF Corse        | Ferrari 488 GTE Evo | M          | Daniel Serra        | Miguel Molina         |
| 91  | Porsche GT Team | Porsche 911 RSR-19  | M          | Gianmaria Bruni     | Richard Lietz         |
| 92  | Porsche GT Team | Porsche 911 RSR-19  | M          | Michael Christensen | Neel Jani             |

| No. | Squadra               | Auto                     | Pneumatici | Pilota 1             | Pilota 2              | Pilota 3            |
| --- | --------------------- | ------------------------ | ---------- | -------------------- | --------------------- | ------------------- |
| 33  | TF Sport              | Aston Martin Vantage AMR | M          | Ben Keating          | Felipe Fraga          | Dylan Pereira       |
| 46  | Team Project 1        | Porsche 911 RSR-19       | M          | Dennis Olsen         | Anders Buchardt       | Maxwell Root        |
| 47  | Cetilar Racing        | Ferrari 488 GTE Evo      | M          | Antonio Fuoco        | Roberto Lacorte       | Giorgio Sernagiotto |
| 54  | AF Corse              | Ferrari 488 GTE Evo      | M          | Giancarlo Fisichella | Francesco Castellacci | Thomas Flohr        |
| 56  | Team Project 1        | Porsche 911 RSR-19       | M          | Matteo Cairoli       | Egidio Perfetti       | Riccardo Pera       |
| 60  | Iron Lynx             | Ferrari 488 GTE Evo      | M          | Andrea Piccini       | Matteo Cressoni       | Claudio Schiavoni   |
| 77  | Dempsey-Proton Racing | Porsche 911 RSR-19       | M          | Christian Ried       | Matt Campbell         | Jaxon Evans         |
| 83  | AF Corse              | Ferrari 488 GTE Evo      | M          | Nicklas Nielsen      | François Perrodo      | Alessio Rovera      |
| 85  | Iron Lynx             | Ferrari 488 GTE Evo      | M          | Sarah Bovy           | Rahel Frey            | Michelle Gatting    |
| 86  | GR Racing             | Porsche 911 RSR-19       | M          | Ben Barker           | Tom Gamble            | Michael Wainwright  |
| 88  | Dempsey-Proton Racing | Porsche 911 RSR-19       | M          | Marco Seefried       | Andrew Haryanto       | Clemente Picariello |
| 98  | Northwest AMR         | Aston Martin Vantage AMR | M          | Marcos Gomes         | Paul Dalla Lana       | Augusto Farfus Jr.  |
| 777 | D'station Racing      | Aston Martin Vantage AMR | M          | Satoshi Hoshino      | Tomonobu Fujii        | Andrew Watson       |

## Risultati Gara
| Pos. | Classe        | #   | Team                      | Piloti                                                   | Vettura                       | Gomme | Giri | Tempo            |
| Pos. | Classe        | #   | Team                      | Piloti                                                   | Motore                        | Gomme | Giri | Tempo            |
| ---- | ------------- | --- | ------------------------- | -------------------------------------------------------- | ----------------------------- | ----- | ---- | ---------------- |
| 1    | Hypercar      | 7   | Toyota Gazoo Racing       | Mike Conway Kamui Kobayashi José María López             | Toyota GR010 Hybrid           | M     | 204  | 6:01:12.290      |
| 1    | Hypercar      | 7   | Toyota Gazoo Racing       | Mike Conway Kamui Kobayashi José María López             | Toyota 3.5 L Turbo V6         | M     | 204  | 6:01:12.290      |
| 2    | Hypercar      | 36  | Alpine Elf Matmut         | André Negrão Nicolas Lapierre Matthieu Vaxivière         | Alpine A480                   | M     | 204  | +1:00.908        |
| 2    | Hypercar      | 36  | Alpine Elf Matmut         | André Negrão Nicolas Lapierre Matthieu Vaxivière         | Gibson GL458 4.5 L V8         | M     | 204  | +1:00.908        |
| 3    | LMP2          | 22  | United Autosports USA     | Philip Hanson Fabio Scherer Filipe Albuquerque           | Oreca 07                      | G     | 200  | +4 Giri          |
| 3    | LMP2          | 22  | United Autosports USA     | Philip Hanson Fabio Scherer Filipe Albuquerque           | Gibson GK428 4.2 L V8         | G     | 200  | +4 Giri          |
| 4    | Hypercar      | 709 | Glickenhaus Racing        | Romain Dumas Franck Mailleux Richard Westbrook           | Glickenhaus 007 LMH           | M     | 200  | +4 Laps          |
| 4    | Hypercar      | 709 | Glickenhaus Racing        | Romain Dumas Franck Mailleux Richard Westbrook           | Glickenhaus 3.5 L Turbo V8    | M     | 200  | +4 Laps          |
| 5    | LMP2          | 31  | Team WRT                  | Robin Frijns Ferdinand Habsburg Charles Milesi           | Oreca 07                      | G     | 200  | +4 Laps          |
| 5    | LMP2          | 31  | Team WRT                  | Robin Frijns Ferdinand Habsburg Charles Milesi           | Gibson GK428 4.2 L V8         | G     | 200  | +4 Laps          |
| 6    | LMP2 (Pro-Am) | 29  | Racing Team Nederland     | Frits van Eerd Paul-Loup Chatin Nyck de Vries            | Oreca 07                      | G     | 200  | +4 Laps          |
| 6    | LMP2 (Pro-Am) | 29  | Racing Team Nederland     | Frits van Eerd Paul-Loup Chatin Nyck de Vries            | Gibson GK428 4.2 L V8         | G     | 200  | +4 Laps          |
| 7    | LMP2          | 34  | Inter Europol Competition | Jakub Śmiechowski Renger van der Zande Alex Brundle      | Oreca 07                      | G     | 199  | +5 Laps          |
| 7    | LMP2          | 34  | Inter Europol Competition | Jakub Śmiechowski Renger van der Zande Alex Brundle      | Gibson GK428 4.2 L V8         | G     | 199  | +5 Laps          |
| 8    | LMP2          | 28  | JOTA                      | Sean Gelael Stoffel Vandoorne Tom Blomqvist              | Oreca 07                      | G     | 199  | +5 Laps          |
| 8    | LMP2          | 28  | JOTA                      | Sean Gelael Stoffel Vandoorne Tom Blomqvist              | Gibson GK428 4.2 L V8         | G     | 199  | +5 Laps          |
| 9    | LMP2 (Pro-Am) | 21  | DragonSpeed USA           | Henrik Hedman Juan Pablo Montoya Ben Hanley              | Oreca 07                      | G     | 199  | +5 Laps          |
| 9    | LMP2 (Pro-Am) | 21  | DragonSpeed USA           | Henrik Hedman Juan Pablo Montoya Ben Hanley              | Gibson GK428 4.2 L V8         | G     | 199  | +5 Laps          |
| 10   | LMP2 (Pro-Am) | 70  | Realteam Racing           | Esteban García Loïc Duval Norman Nato                    | Oreca 07                      | G     | 198  | +6 Laps          |
| 10   | LMP2 (Pro-Am) | 70  | Realteam Racing           | Esteban García Loïc Duval Norman Nato                    | Gibson GK428 4.2 L V8         | G     | 198  | +6 Laps          |
| 11   | LMP2          | 1   | Richard Mille Racing Team | Tatiana Calderón Sophia Flörsch                          | Oreca 07                      | G     | 198  | +6 Laps          |
| 11   | LMP2          | 1   | Richard Mille Racing Team | Tatiana Calderón Sophia Flörsch                          | Gibson GK428 4.2 L V8         | G     | 198  | +6 Laps          |
| 12   | LMP2 (Pro-Am) | 20  | High Class Racing         | Jan Magnussen Anders Fjordbach Dennis Andersen           | Oreca 07                      | G     | 197  | +7 Laps          |
| 12   | LMP2 (Pro-Am) | 20  | High Class Racing         | Jan Magnussen Anders Fjordbach Dennis Andersen           | Gibson GK428 4.2 L V8         | G     | 197  | +7 Laps          |
| 13   | LMP2          | 82  | Risi Competizione         | Ryan Cullen Oliver Jarvis Felipe Nasr                    | Oreca 07                      | G     | 196  | +8 Laps          |
| 13   | LMP2          | 82  | Risi Competizione         | Ryan Cullen Oliver Jarvis Felipe Nasr                    | Gibson GK428 4.2 L V8         | G     | 196  | +8 Laps          |
| 14   | LMP2 (Pro-Am) | 44  | ARC Bratislava            | Miro Konôpka Oliver Webb Matej Konôpka                   | Ligier JS P217                | G     | 191  | +13 Laps         |
| 14   | LMP2 (Pro-Am) | 44  | ARC Bratislava            | Miro Konôpka Oliver Webb Matej Konôpka                   | Gibson GK428 4.2 L V8         | G     | 191  | +13 Laps         |
| 15   | LMGTE Pro     | 92  | Porsche GT Team           | Kévin Estre Neel Jani                                    | Porsche 911 RSR-19            | M     | 190  | +14 Laps         |
| 15   | LMGTE Pro     | 92  | Porsche GT Team           | Kévin Estre Neel Jani                                    | Porsche 4.2 L Flat-6          | M     | 190  | +14 Laps         |
| 16   | LMGTE Pro     | 51  | AF Corse                  | Alessandro Pier Guidi James Calado                       | Ferrari 488 GTE Evo           | M     | 190  | +14 Laps         |
| 16   | LMGTE Pro     | 51  | AF Corse                  | Alessandro Pier Guidi James Calado                       | Ferrari F154CB 3.9 L Turbo V8 | M     | 190  | +14 Laps         |
| 17   | LMGTE Pro     | 91  | Porsche GT Team           | Gianmaria Bruni Richard Lietz                            | Porsche 911 RSR-19            | M     | 190  | +14 Laps         |
| 17   | LMGTE Pro     | 91  | Porsche GT Team           | Gianmaria Bruni Richard Lietz                            | Porsche 4.2 L Flat-6          | M     | 190  | +14 Laps         |
| 18   | LMGTE Pro     | 52  | AF Corse                  | Miguel Molina Daniel Serra                               | Ferrari 488 GTE Evo           | M     | 190  | +14 Laps         |
| 18   | LMGTE Pro     | 52  | AF Corse                  | Miguel Molina Daniel Serra                               | Ferrari F154CB 3.9 L Turbo V8 | M     | 190  | +14 Laps         |
| 19   | LMGTE Am      | 83  | AF Corse                  | Nicklas Nielsen François Perrodo Alessio Rovera          | Ferrari 488 GTE Evo           | M     | 187  | +17 Laps         |
| 19   | LMGTE Am      | 83  | AF Corse                  | Nicklas Nielsen François Perrodo Alessio Rovera          | Ferrari F154CB 3.9 L Turbo V8 | M     | 187  | +17 Laps         |
| 20   | LMGTE Am      | 98  | Aston Martin Racing       | Augusto Farfus Marcos Gomes Paul Dalla Lana              | Aston Martin Vantage AMR      | M     | 187  | +17 Laps         |
| 20   | LMGTE Am      | 98  | Aston Martin Racing       | Augusto Farfus Marcos Gomes Paul Dalla Lana              | Aston Martin 4.0 L Turbo V8   | M     | 187  | +17 Laps         |
| 21   | LMGTE Am      | 777 | D'station Racing          | Satoshi Hoshino Tomonobu Fujii Andrew Watson             | Aston Martin Vantage AMR      | M     | 187  | +17 Laps         |
| 21   | LMGTE Am      | 777 | D'station Racing          | Satoshi Hoshino Tomonobu Fujii Andrew Watson             | Aston Martin 4.0 L Turbo V8   | M     | 187  | +17 Laps         |
| 22   | LMGTE Am      | 56  | Team Project 1            | Matteo Cairoli Egidio Perfetti Riccardo Pera             | Porsche 911 RSR-19            | M     | 187  | +17 Laps         |
| 22   | LMGTE Am      | 56  | Team Project 1            | Matteo Cairoli Egidio Perfetti Riccardo Pera             | Porsche 4.2 L Flat-6          | M     | 187  | +17 Laps         |
| 23   | LMGTE Am      | 77  | Dempsey-Proton Racing     | Matt Campbell Jaxon Evans Christian Ried                 | Porsche 911 RSR-19            | M     | 186  | +18 Laps         |
| 23   | LMGTE Am      | 77  | Dempsey-Proton Racing     | Matt Campbell Jaxon Evans Christian Ried                 | Porsche 4.2 L Flat-6          | M     | 186  | +18 Laps         |
| 24   | LMGTE Am      | 88  | Dempsey-Proton Racing     | Marco Seefried Andrew Haryanto Alessio Picariello        | Porsche 911 RSR-19            | M     | 186  | +18 Laps         |
| 24   | LMGTE Am      | 88  | Dempsey-Proton Racing     | Marco Seefried Andrew Haryanto Alessio Picariello        | Porsche 4.2 L Flat-6          | M     | 186  | +18 Laps         |
| 25   | LMGTE Am      | 54  | AF Corse                  | Francesco Castellacci Giancarlo Fisichella Thomas Flohr  | Ferrari 488 GTE Evo           | M     | 186  | +18 Laps         |
| 25   | LMGTE Am      | 54  | AF Corse                  | Francesco Castellacci Giancarlo Fisichella Thomas Flohr  | Ferrari F154CB 3.9 L Turbo V8 | M     | 186  | +18 Laps         |
| 26   | LMGTE Am      | 85  | Iron Lynx                 | Rahel Frey Michelle Gatting Sarah Bovy                   | Ferrari 488 GTE Evo           | M     | 185  | +19 Laps         |
| 26   | LMGTE Am      | 85  | Iron Lynx                 | Rahel Frey Michelle Gatting Sarah Bovy                   | Ferrari F154CB 3.9 L Turbo V8 | M     | 185  | +19 Laps         |
| 27   | LMGTE Am      | 86  | GR Racing                 | Ben Barker Tom Gamble Michael Wainwright                 | Porsche 911 RSR-19            | M     | 185  | +19 Laps         |
| 27   | LMGTE Am      | 86  | GR Racing                 | Ben Barker Tom Gamble Michael Wainwright                 | Porsche 4.2 L Flat-6          | M     | 185  | +19 Laps         |
| 28   | LMGTE Am      | 61  | AF Corse                  | Christoph Ulrich Simon Mann Toni Vilander                | Ferrari 488 GTE Evo           | M     | 185  | +19 Laps         |
| 28   | LMGTE Am      | 61  | AF Corse                  | Christoph Ulrich Simon Mann Toni Vilander                | Ferrari F154CB 3.9 L Turbo V8 | M     | 185  | +19 Laps         |
| 29   | LMGTE Am      | 47  | Cetilar Racing            | Antonio Fuoco Roberto Lacorte Giorgio Sernagiotto        | Ferrari 488 GTE Evo           | M     | 184  | +20 Laps         |
| 29   | LMGTE Am      | 47  | Cetilar Racing            | Antonio Fuoco Roberto Lacorte Giorgio Sernagiotto        | Ferrari F154CB 3.9 L Turbo V8 | M     | 184  | +20 Laps         |
| 30   | LMGTE Am      | 46  | Team Project 1            | Dennis Olsen Anders Buchardt Maxwell Root                | Porsche 911 RSR-19            | M     | 183  | +21 Laps         |
| 30   | LMGTE Am      | 46  | Team Project 1            | Dennis Olsen Anders Buchardt Maxwell Root                | Porsche 4.2 L Flat-6          | M     | 183  | +21 Laps         |
| 31   | LMGTE Am      | 388 | Rinaldi Racing            | Pierre Ehret Christian Hook Jeroen Bleekemolen           | Ferrari 488 GTE Evo           | M     | 182  | +22 Laps         |
| 31   | LMGTE Am      | 388 | Rinaldi Racing            | Pierre Ehret Christian Hook Jeroen Bleekemolen           | Ferrari F154CB 3.9 L Turbo V8 | M     | 182  | +22 Laps         |
| 32   | LMGTE Am      | 33  | TF Sport                  | Felipe Fraga Ben Keating Dylan Pereira                   | Aston Martin Vantage AMR      | M     | 175  | +29 Laps         |
| 32   | LMGTE Am      | 33  | TF Sport                  | Felipe Fraga Ben Keating Dylan Pereira                   | Aston Martin 4.0 L Turbo V8   | M     | 175  | +29 Laps         |
| 33   | Hypercar      | 8   | Toyota Gazoo Racing       | Sébastien Buemi Brendon Hartley Kazuki Nakajima          | Toyota GR010 Hybrid           | M     | 161  | +43 Laps         |
| 33   | Hypercar      | 8   | Toyota Gazoo Racing       | Sébastien Buemi Brendon Hartley Kazuki Nakajima          | Toyota 3.5 L Turbo V6         | M     | 161  | +43 Laps         |
| NC   | LMP2          | 38  | JOTA                      | Anthony Davidson António Félix da Costa Roberto González | Oreca 07                      | G     | 112  | Non classificato |
| NC   | LMP2          | 38  | JOTA                      | Anthony Davidson António Félix da Costa Roberto González | Gibson GK428 4.2 L V8         | G     | 112  | Non classificato |
| DNF  | Hypercar      | 708 | Glickenhaus Racing        | Luis Felipe Derani Gustavo Menezes Olivier Pla           | Glickenhaus 007 LMH           | M     | 90   | Ritirato         |
| DNF  | Hypercar      | 708 | Glickenhaus Racing        | Luis Felipe Derani Gustavo Menezes Olivier Pla           | Glickenhaus 3.5 L Turbo V8    | M     | 90   | Ritirato         |
| DNF  | LMGTE Am      | 60  | Iron Lynx                 | Claudio Schiavoni Andrea Piccini Matteo Cressoni         | Ferrari 488 GTE Evo           | M     | 37   | Ritirato         |
| DNF  | LMGTE Am      | 60  | Iron Lynx                 | Claudio Schiavoni Andrea Piccini Matteo Cressoni         | Ferrari F154CB 3.9 L Turbo V8 | M     | 37   | Ritirato         |